# یواس‌اس کینگ فیلیپ (۱۸۴۵)
یواس‌اس کینگ فیلیپ (۱۸۴۵) (به انگلیسی: USS King Philip (1845)) یک کشتی بود که طول آن ۲۰۴ فوت (۶۲ متر) بود. این کشتی در سال ۱۸۴۵ ساخته شد.